# 山田悟史
山田悟史（やまだ さとし、1981年12月7日 - ）は 建築情報学者。
立命館大学理工学部 建築都市デザイン学科 准教授。学位：博士(工学)(日本大学)。
専門分野は建築情報学（コンピューテショナルデザイン，CG，BIM，GIS，シミュレーション，機械学習，心理統計）

。

## 来歴
- 千葉県出身。
- 2004年 - 日本大学生産工学部 建築工学科 卒業。
- 2009年 - 日本大学大学院 生産工学研究科 建築工学専攻博士後期課程。
- 2009年～2012年 - 日本建築学会 情報システム技術委員会 情報社会デザイン小委員会 生命環境モデルWG 幹事。
- 2009年～2014年 - 立命館大学理工学部 建築都市デザイン学科 助教。
- 2011年～2012年 - 立命館大学グローバルCOE「文化遺産防災学」推進拠点 第三回文化遺産防災アイデアコンペティション実行委員会委員。
- 2011年 - 環境整備事業実施地区実態調査 委員会委員。
- 2012年～2014年 - 青森県上北郡おいらせ町 復興地域づくり計画調査 アドバイザー委員会委員。
- 2012年～2013年 - 立命館大学グローバルCOE「文化遺産防災学」推進拠点 第四回文化遺産防災アイデアコンペティション実行委員会委員。
- 2012年 - おいらせ町 おいらせ町復興地域づくり計画調査」アドバイザー会議 委員会委員。
- 2013年 - 日本建築学会 情報システム技術委員会 地域空間情報モデリング小委員会 幹事。
- 2013年 - 日本建築学会 近畿支部 情報システム部会 幹事。
- 2014年～2015年 - 中央大学理工学部 人間総合理工学科 助教。
- 2015年～2017年 - 早稲田大学人間科学部 人間環境科学科 助教。
- 2015年～2017年3月 - 日本建築学会 論文集委員会委員。
- 2017年～ - 立命館大学理工学部 建築都市デザイン学科 非常勤講師。
- 2017年 - 日本建築学会 情報システム技術委員会 地域空間情報デザイン小委員会委員。
- 2019年 - 日本建築学会 AIの利活用に関する特別調査委員会委員。
- 2019年 - 日本建築学会 情報システム技術委員会 本委員会 幹事。

公式サイトによると、
趣味：ボクシング，水泳，ロードバイク，らーめん，お肉，食べること、
座右の銘：食べられる物は，美味しいか，すごく美味しいか，とっっっても美味しいか、
自慢：家族，25キロの減量に成功、他，細かい事　となっている。

## 受賞
- 2013年 日本建築学会奨励賞。2006年6月PACON2006 Poster session Fifth Prize Study on fractal characteristics of district and its relationship to environmental cognition PACON